# Memphis Slim
Memphis Slim (rodným jménem John Len Chatman; 3. září 1915 Memphis – 24. února 1988 Paříž) byl americký bluesový zpěvák a klavírista. Je autorem písně „Everyday I Have the Blues“, kterou později nahrál například Count Basie. Spolupracoval například s Willie Dixonem a Mattem „Guitar“ Murphym
Zemřel v roce 1988 v Paříži, kde řadu let žil, na selhání ledvin ve věku dvaasedmdesáti let. O rok později byl uveden do Blues Hall of Fame.